# Tibouchina sipapoana
Tibouchina sipapoana är en tvåhjärtbladig växtart som beskrevs av Henry Allan Gleason. Tibouchina sipapoana ingår i släktet Tibouchina och familjen Melastomataceae. Inga underarter finns listade i Catalogue of Life.